# Enzo Martínez (futbolista)
Enzo Martínez (Lincoln, Provincia de Buenos Aires, Argentina, 9 de septiembre de 1996) es un futbolista argentino que juega como mediocampista ofensivo o extremo en Alvarado, de la Primera Nacional.

## Trayectoria

### Gimnasia y Esgrima La Plata
Surgido de las inferiores de Rivadavia Lincoln, se unió a Gimnasia y Esgrima La Plata en 2015 para seguir con su formación, y debutó con el plantel superior el 16 de junio de 2017 en la victoria 1 a 0 frente Talleres de Córdoba, por la fecha 29 del Campeonato de primera división 2016-17.
Su segundo y último partido con el club lo jugó una semana después en la victoria 2 a 0 frente a San Martín de San Juan.

### Ferro Carril Oeste de General Pico
Después de dos años sin jugar con el primer equipo platense, y un préstamo fallido a Olimpo de Bahía Blanca, se une a Ferro Carril Oeste de General Pico para diputar el Torneo Federal A 2019-20, haciendo su debut el 24 de septiembre de 2019 en el empate 0 a 0 frente a Estudiantes de San Luis.
En los 2 años que estuvo con el conjunto pampeano, jugó 28 partidos y anotó 4 goles.

### Independiente Rivadavia
Para la segunda parte del Campeonato de Primera Nacional 2021, por medio de un préstamo, se une a Independiente Rivadavia, haciendo su primera aparición el 1 de agosto de 2021 en la derrota 1 a 0 frente a San Telmo por la fecha 29 del torneo.
Martínez venía teniendo una actuación notable con el equipo, con 3 goles anotados y 6 asistencias repartidas en 19 encuentros, pero una lesión ligamentaria hizo que se perdiera el resto del campeonato y que estuviera sin jugar la mayor parte del 2021.
Volvería a jugar, 9 meses después de la lesión, el 20 de agosto de 2022 en la victoria 1 a 0 frente a Flandria por la fecha 30 del Torneo de Primera Nacional 2022.
Su estancia en la "lepra" la finalizaría con 3 goles anotados y 7 pases gol en 25 partidos jugados.

### San Martín de Tucumán
Para la temporada 2023 de la Primera Nacional es cedido a préstamo a San Martin de Tucumán, jugando su primer partido con la institución el 5 de marzo en el empate 1 a 1 frente a Temperley, por la tercera fecha del campeonato. El resto del año jugó 26 partidos más en el conjunto tucumano, y no anotó goles.

### Agropecuario
Para el 2024, se une a Agropecuario, de la Primera Nacional.

## Estadísticas

### Clubes
Actualizado de acuerdo al último partido jugado el 15 de junio de 2025.
| Club                              | Div.          | Temporada     | Liga  | Liga  | Liga   | Copas nacionales | Copas nacionales | Copas nacionales | Torneos internacionales | Torneos internacionales | Torneos internacionales | Total | Total | Total  |
| Club                              | Div.          | Temporada     | Part. | Goles | Asist. | Part.            | Goles            | Asist.           | Part.                   | Goles                   | Asist.                  | Part. | Goles | Asist. |
| --------------------------------- | ------------- | ------------- | ----- | ----- | ------ | ---------------- | ---------------- | ---------------- | ----------------------- | ----------------------- | ----------------------- | ----- | ----- | ------ |
| Gimnasia y Esgrima (LP) Argentina | 1.ª           | 2016-17       | 2     | 0     | 0      | —                | —                | —                | —                       | —                       | —                       | 2     | 0     | 0      |
| Gimnasia y Esgrima (LP) Argentina | Total club    | Total club    | 2     | 0     | 0      | 0                | 0                | 0                | 0                       | 0                       | 0                       | 2     | 0     | 0      |
| Ferro Carril Oeste (GP) Argentina | 3.ª           | 2019-20       | 18    | 1     | 1      | 1                | 0                | 0                | —                       | —                       | —                       | 19    | 1     | 1      |
| Ferro Carril Oeste (GP) Argentina | 3.ª           | 2021          | 9     | 3     | 0      | —                | —                | —                | —                       | —                       | —                       | 9     | 3     | 0      |
| Ferro Carril Oeste (GP) Argentina | Total club    | Total club    | 27    | 4     | 1      | 1                | 0                | 0                | 0                       | 0                       | 0                       | 28    | 4     | 1      |
| Independiente Rivadavia Argentina | 2.ª           | 2021          | 15    | 3     | 6      | —                | —                | —                | —                       | —                       | —                       | 15    | 3     | 6      |
| Independiente Rivadavia Argentina | 2.ª           | 2022          | 10    | 0     | 1      | —                | —                | —                | —                       | —                       | —                       | 10    | 0     | 1      |
| Independiente Rivadavia Argentina | Total club    | Total club    | 25    | 3     | 7      | 0                | 0                | 0                | 0                       | 0                       | 0                       | 25    | 3     | 7      |
| San Martín (T) Argentina          | 2.ª           | 2023          | 26    | 0     | 0      | 1                | 0                | 0                | —                       | —                       | —                       | 27    | 0     | 0      |
| San Martín (T) Argentina          | Total club    | Total club    | 26    | 0     | 0      | 1                | 0                | 0                | 0                       | 0                       | 0                       | 27    | 0     | 0      |
| Agropecuario Argentina            | 2.ª           | 2024          | 24    | 1     | 0      | —                | —                | —                | —                       | —                       | —                       | 24    | 1     | 0      |
| Agropecuario Argentina            | Total club    | Total club    | 24    | 1     | 0      | 0                | 0                | 0                | 0                       | 0                       | 0                       | 24    | 1     | 0      |
| C. A. Alvarado Argentina          | 2.ª           | 2025          | 14    | 0     | 0      | —                | —                | —                | —                       | —                       | —                       | 14    | 0     | 0      |
| C. A. Alvarado Argentina          | Total club    | Total club    | 14    | 0     | 0      | 0                | 0                | 0                | 0                       | 0                       | 0                       | 14    | 0     | 0      |
| Total carrera                     | Total carrera | Total carrera | 118   | 8     | 8      | 2                | 0                | 0                | 0                       | 0                       | 0                       | 120   | 8     | 8      |
| 1. 2.                             |               |               |       |       |        |                  |                  |                  |                         |                         |                         |       |       |        |